# Club Balonmano Puente Genil
Maillots
Actualités
Dernière mise à jour : 8 janvier 2017.
Le Club Balonmano Puente Genil, actuellement nommé Ángel Ximénez Puente Genil pour des raisons de parrainage, est un club espagnol de handball situé dans la ville de Puente Genil en Andalousie. Fondé en 1984, le club évolue actuellement en Liga ASOBAL depuis 2013.

## Effectif 2019-2020
| N° | Poste | Nom               | Date de naissance        | Taille | Arrivée | Club précédent      | Sélection |
| -- | ----- | ----------------- | ------------------------ | ------ | ------- | ------------------- | --------- |
| 12 | GB    | Álvaro De Hita    | 16 février 1977 (42 ans) | 1,81 m | 2014    | BM Ciudad Encantada | -         |
| 16 | GB    | Admir Ahmetasević | 5 juin 1994 (25 ans)     | 1,92 m | 2019    | RK Gračanica        | -         |
| 24 | GB    | Antonio Triviño   | 11 mars 1982 (37 ans)    | 1,80 m | 2019    | CB Pozoblanco       | -         |
| 7  | ALG   | Sérgio Barros     | 23 février 1992 (27 ans) | 1,86 m | 2018    | Bursa Nilüfer       | Portugal  |
| 23 | ALG   | Xavi Tuà          | 13 février 1998 (21 ans) | 1,83 m | 2018    | CB Antequera        | -         |
| 10 | ALD   | José Cuenca       | 3 juin 1989 (30 ans)     | 1,79 m | 2007    | Formé au club       | -         |
| 8  | DC    | José Consuegra    | 1 juin 1996 (23 ans)     | 1,73 m | 2018    | Palma del Rio       | -         |
| 13 | DC    | Juan Castro       | 31 octobre 1990 (29 ans) | 1,90 m | 2018    | Naturhouse la Rioja | -         |
| 17 | ARG   | Nuno Gonçalves    | 24 mars 1993 (26 ans)    | 1,95 m | 2019    | Massy EH            | -         |
| 78 | ARG   | David Estepa      | 23 avril 1999 (20 ans)   | 1,93 m | 2019    | FC Barcelone B      | -         |
| 26 | ARD   | Ruslan Dashko     | 13 août 1996 (23 ans)    | 1,96 m | 2019    | Dynamo-Viktor       | Russie    |
| 73 | ARD   | Victor Alonso     | 9 mars 1990 (29 ans)     | 1,87 m | 2018    | US Créteil          | Espagne   |
| 4  | PVT   | André Amorim      | 30 mars 1997 (22 ans)    | 1,93 m | 2018    | Villa de Aranda     | -         |
| 18 | PVT   | Pablo Martín      | 1999 (20 ans)            | 1,95 m | 2018    | Cordoba BM          | -         |
| 22 | PVT   | Javi García       | 7 janvier 1990 (29 ans)  | 1,96 m | 2019    | ADC Guadalajara     | -         |